# Потюкановский сельсовет
Потюкановский сельсовет — сельское поселение в Северном районе Новосибирской области Российской Федерации.
Административный центр — посёлок Среднеичинский.

## История
Статус и границы сельского поселения установлены Законом Новосибирской области от 2 июня 2004 года № 200-ОЗ «О статусе и границах муниципальных образований Новосибирской области»

## Население
| 2002 | 2010 | 2012 | 2013 | 2014 | 2015 | 2016 |
| ---- | ---- | ---- | ---- | ---- | ---- | ---- |
| 145  | ↘111 | ↗112 | ↘111 | ↘105 | ↘102 | ↘98  |
| 2017 | 2018 | 2019 | 2020 | 2021 |      |      |
| ↘96  | ↘93  | ↘89  | ↘80  | ↘74  |      |      |

## Состав сельского поселения
| № | Населённый пункт | Тип населённого пункта          | Население |
| - | ---------------- | ------------------------------- | --------- |
| 1 | Среднеичинский   | посёлок, административный центр | ↘74       |

До 2015 года в состав сельсовета входило село Потюканово, которое, законом Новосибирской области от 31 марта 2015 года № 534-ОЗ, было упразднено и исключено из реестра населённых пунктов Новосибирской области.